# Morti nel 1983/Maggio
| Questa pagina contiene informazioni ricavate automaticamente dalle voci biografiche con l'ausilio del template Bio e di un bot. L'aggiornamento è periodico e automatico e ricostruisce completamente la pagina. Se manca una persona in questa lista, sei pregato di non aggiungerla, ma accertati piuttosto che la sua voce biografica contenga il template Bio e che i dati anagrafici siano correttamente compilati. Se il template Bio manca, inseriscilo tu stesso o, in alternativa, metti l'avviso {{tmp\|Bio}} che ne segnala la mancanza. Se i dati riportati sono sbagliati, correggi direttamente la voce biografica; le modifiche saranno visibili in questa lista entro pochi giorni. Per chiarimenti vedi il progetto biografie. La lista contiene solo le 104 persone che sono citate nell'enciclopedia e per le quali è stato implementato correttamente il template Bio. Pagina aggiornata al 3 mar 2024. |

- 1º maggio - Giuseppe Balestrazzi, giornalista, attivista e saggista italiano (n. 1893)
- 1º maggio - Earlene Brown, pesista e discobola statunitense (n. 1935)
- 1º maggio - Cecil Cooke, velista bahamense (n. 1923)
- 1º maggio - George Hodgson, nuotatore canadese (n. 1893)
- 1º maggio - Joseph Ruttenberg, direttore della fotografia russo (n. 1889)
- 1º maggio - Bruno Simonucci, politico italiano (n. 1909)
- 2 maggio - Federico Alessandrini, giornalista e saggista italiano (n. 1905)
- 2 maggio - Pridi Banomyong, politico, giurista e avvocato thailandese (n. 1900)
- 2 maggio - Leonid Kolumbet, pistard sovietico (n. 1937)
- 2 maggio - Bruno Raschi, giornalista italiano (n. 1923)
- 2 maggio - Norm Van Brocklin, giocatore di football americano statunitense (n. 1926)
- 2 maggio - Ernesto de la Guardia, politico panamense (n. 1904)
- 3 maggio - Sidney Skolsky, giornalista, sceneggiatore e produttore cinematografico statunitense (n. 1905)
- 4 maggio - Nino Sanzogno, direttore d'orchestra e compositore italiano (n. 1911)
- 4 maggio - Shūji Terayama, regista, poeta e drammaturgo giapponese (n. 1935)
- 5 maggio - Anton Buttigieg, politico e poeta maltese (n. 1912)
- 5 maggio - Richard Hofmann, calciatore tedesco (n. 1906)
- 5 maggio - Étienne Lamotte, presbitero, storico delle religioni e orientalista belga (n. 1903)
- 5 maggio - Horst Schumann, medico tedesco (n. 1906)
- 5 maggio - John Williams, attore britannico (n. 1903)
- 5 maggio - Josef Čapek, calciatore cecoslovacco (n. 1902)
- 6 maggio - Riccardo Gizdulich, architetto, militare e partigiano italiano (n. 1908)
- 6 maggio - Tommaso Morlino, giurista e politico italiano (n. 1925)
- 6 maggio - Raffaele Pontecorvo, pittore italiano (n. 1913)
- 6 maggio - Salvatore Salvatori, educatore italiano (n. 1899)
- 6 maggio - Oszkár Szigeti, calciatore ungherese (n. 1933)
- 6 maggio - Bep Voskuijl,  olandese (n. 1919)
- 6 maggio - Kai Winding, trombonista e compositore statunitense (n. 1922)
- 8 maggio - Aldo Cucchi, partigiano e politico italiano (n. 1911)
- 8 maggio - John Fante, scrittore e sceneggiatore statunitense (n. 1909)
- 8 maggio - Eugenio Guarisco, calciatore italiano (n. 1909)
- 8 maggio - Fay Spain, attrice statunitense (n. 1932)
- 9 maggio - Shahaji II, principe indiano (n. 1910)
- 9 maggio - Ljubov' Lobanova, cestista sovietica (n. 1927)
- 9 maggio - Antoine Prioré, ingegnere italiano (n. 1912)
- 10 maggio - Renato De Riva, pattinatore di velocità su ghiaccio italiano (n. 1937)
- 10 maggio - Émile Zermani, calciatore francese (n. 1911)
- 11 maggio - Anelito Barontini, politico e partigiano italiano (n. 1912)
- 11 maggio - Zenna Henderson, scrittrice di fantascienza statunitense (n. 1917)
- 11 maggio - Ranieri Cupini, generale e aviatore italiano (n. 1904)
- 12 maggio - Olle Ohlson, pallanuotista svedese (n. 1921)
- 13 maggio - Otto Heckmann, astronomo tedesco (n. 1901)
- 14 maggio - Fëdor Aleksandrovič Abramov, scrittore russo (n. 1920)
- 14 maggio - Miguel Alemán Valdés, politico messicano (n. 1900)
- 14 maggio - Giulio Bisulli, pilota automobilistico italiano (n. 1936)
- 14 maggio - André Dupont-Sommer, orientalista francese (n. 1900)
- 14 maggio - Seweryn Kulesza, cavaliere polacco (n. 1900)
- 14 maggio - Billy Petrolle, pugile statunitense (n. 1905)
- 14 maggio - René Pontoni, calciatore argentino (n. 1920)
- 15 maggio - Maurizio D'Ancora, attore e imprenditore italiano (n. 1912)
- 15 maggio - Livio Fabro, calciatore italiano (n. 1906)
- 15 maggio - Marv Huffman, cestista statunitense (n. 1917)
- 15 maggio - Mark Syers, attore statunitense (n. 1952)
- 16 maggio - Edouard Zeckendorf, medico, militare e matematico belga (n. 1901)
- 17 maggio - Salvato Cappelli, giornalista, scrittore e drammaturgo italiano (n. 1911)
- 17 maggio - Alfred Fabre-Luce, giornalista e scrittore francese (n. 1899)
- 17 maggio - Victor Halperin, regista, sceneggiatore e produttore cinematografico statunitense (n. 1895)
- 17 maggio - Mona Vangsaae, ballerina danese (n. 1920)
- 18 maggio - Walter Maurer, lottatore statunitense (n. 1893)
- 19 maggio - Enrico Bonessa, generale e ingegnere italiano (n. 1891)
- 19 maggio - Giuseppe Izzo, generale italiano (n. 1904)
- 19 maggio - Jean Rey, avvocato e politico belga (n. 1902)
- 19 maggio - Walther Stennes, politico e militare tedesco (n. 1895)
- 20 maggio - Clair Bee, allenatore di pallacanestro statunitense (n. 1896)
- 20 maggio - Harvey Gaylord, imprenditore statunitense (n. 1904)
- 20 maggio - Erik Johansson, calciatore svedese (n. 1900)
- 20 maggio - Prithipal Singh, hockeista su prato indiano (n. 1932)
- 20 maggio - Aleksandr Žirov, sciatore alpino russo (n. 1958)
- 21 maggio - Luciano Cilio, compositore italiano (n. 1950)
- 21 maggio - Kenneth Clark, storico dell'arte britannico (n. 1903)
- 21 maggio - Eric Hoffer, scrittore, filosofo e psicologo statunitense (n. 1902)
- 21 maggio - Mariano Pintus, giornalista e politico italiano (n. 1916)
- 21 maggio - Boris Stepancev, regista sovietico (n. 1929)
- 22 maggio - Silvio Federico Baridon, partigiano, francesista e critico letterario italiano (n. 1918)
- 22 maggio - Guido Bisori, avvocato e politico italiano (n. 1902)
- 22 maggio - Albert Claude, medico belga (n. 1899)
- 22 maggio - Goliardo Gelardi, calciatore brasiliano (n. 1906)
- 22 maggio - Giacomo Samuele Mazzoli, politico italiano (n. 1920)
- 22 maggio - Maria Augusta di Anhalt, nobile tedesca (n. 1898)
- 23 maggio - George Bruns, compositore statunitense (n. 1914)
- 23 maggio - Jean Trubert, fumettista e sceneggiatore francese (n. 1909)
- 24 maggio - Maurice Lefèbvre, pallanuotista francese (n. 1913)
- 24 maggio - Grete Reinwald, modella e attrice tedesca (n. 1902)
- 24 maggio - Igino Sderci, liutaio italiano (n. 1884)
- 24 maggio - Renato Tori, calciatore e allenatore di calcio italiano (n. 1914)
- 25 maggio - Idris di Libia, re libico (n. 1889)
- 25 maggio - Sydney Box, produttore cinematografico e sceneggiatore britannico (n. 1907)
- 25 maggio - Sid Daniels, marinaio inglese (n. 1893)
- 26 maggio - Oleksandr Chira, vescovo cattolico (n. 1897)
- 26 maggio - Camille Michielsen, ciclista su strada belga (n. 1910)
- 26 maggio - Raffaello Morghen, storico e medievista italiano (n. 1896)
- 26 maggio - Willy Rozier, attore, regista e produttore cinematografico francese (n. 1901)
- 26 maggio - Louise Weiss, giornalista, politica e scrittrice francese (n. 1893)
- 27 maggio - Sebastiano Paradiso, pittore e scultore italiano (n. 1914)
- 28 maggio - Attila Sallustro, calciatore e allenatore di calcio paraguaiano (n. 1908)
- 29 maggio - Ada Blackjack, esploratrice statunitense (n. 1898)
- 29 maggio - Arvid Pel'še, politico e storico sovietico (n. 1899)
- 29 maggio - Fernando Tabales, calciatore spagnolo (n. 1919)
- 30 maggio - Alfred Gruenther, generale statunitense (n. 1889)
- 30 maggio - Burnett Guffey, direttore della fotografia statunitense (n. 1905)
- 31 maggio - Walter Albini, stilista italiano (n. 1941)
- 31 maggio - Donald Britton, ballerino britannico (n. 1929)
- 31 maggio - Jack Dempsey, pugile e attore statunitense (n. 1895)
- 31 maggio - Andrea Rizzoli, editore, imprenditore e dirigente sportivo italiano (n. 1914)